# Neophema pulchella
Il pappagallo turchese (Neophema pulchella (Shaw, 1792)) è una specie di pappagallo del genere Neophema originario dell'Australia orientale, diffuso dal Queensland sud-orientale, attraverso il Nuovo Galles del Sud, fino al Victoria nord-orientale. Descritto da George Shaw nel 1792, è un piccolo pappagallo dalla costituzione leggera lungo circa 20 cm e del peso di 40 g che esibisce un notevole livello di dimorfismo sessuale. Il maschio ha un piumaggio prevalentemente verde, con le regioni inferiori più giallastre e la faccia di un brillante blu turchese. Le ali sono prevalentemente blu, con le spalline rosse. La femmina possiede generalmente un piumaggio più scialbo e più pallido, con petto verde chiaro e addome giallo, ed è priva della macchia rossa sulle ali.
Diffuso nelle praterie e nei boschi aperti dominati da alberi di Eucalyptus e di Callitris, il pappagallo turchese si nutre prevalentemente di erba, di semi e, occasionalmente, di fiori, frutti e cocciniglie. Nidifica nelle cavità degli alberi di eucalipto. Gran parte del suo habitat è stato alterato e numerosi potenziali siti per la nidificazione sono andati perduti. Di abitudini soprattutto sedentarie, il pappagallo turchese può compiere in alcuni casi degli spostamenti locali. Le popolazioni sembrano essersi riprese dal grave declino degli inizi del XX secolo. Il pappagallo turchese viene allevato in cattività dal XIX secolo, e ne esistono diverse varietà cromatiche.

## Tassonomia

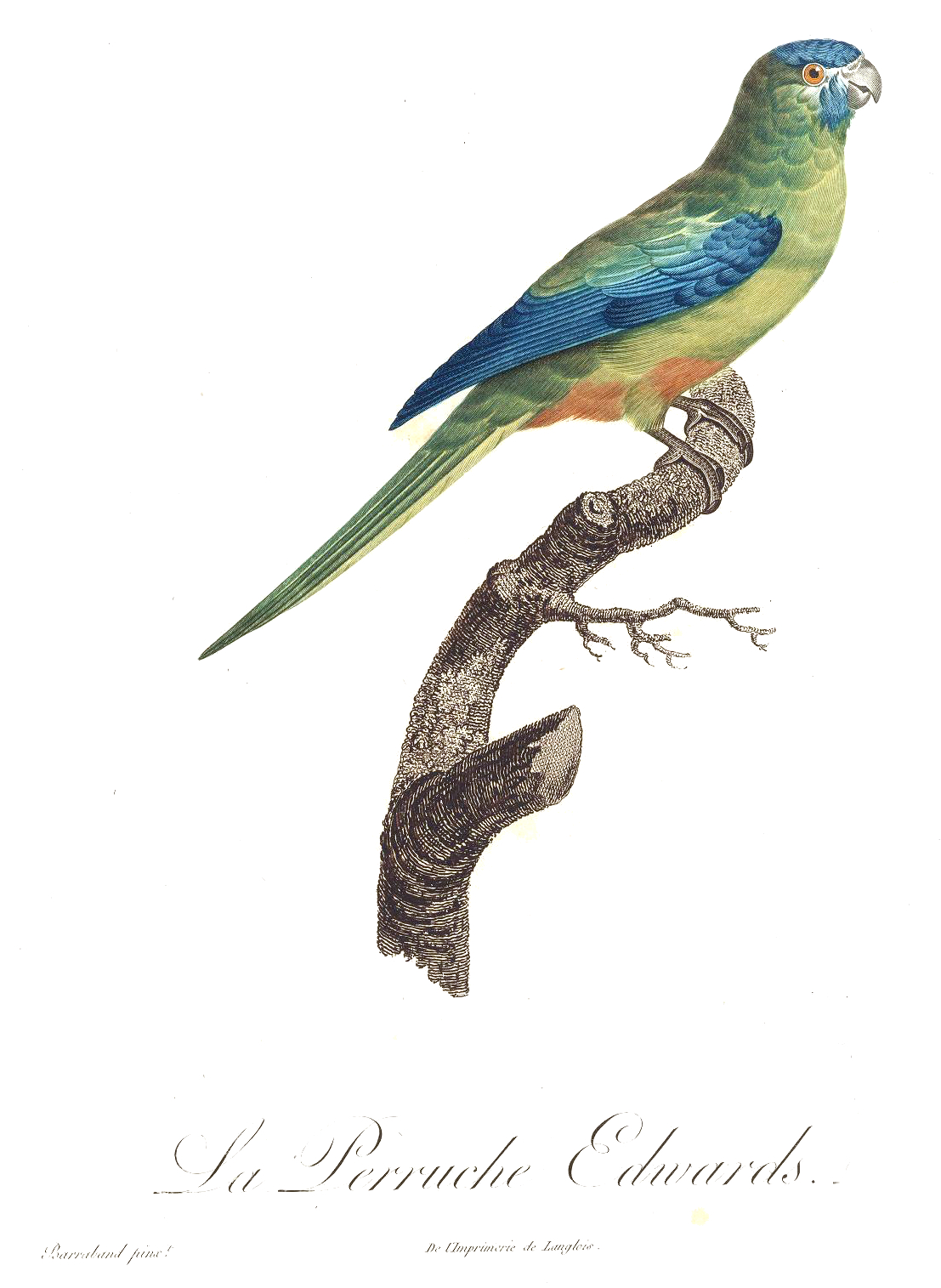
Disegno di Jacques Barraband tratto da Histoire Naturelle des Perroquets di François Levaillant (1805).

Ben conosciuto nei dintorni di Sydney già all'epoca del primo insediamento europeo del 1788, il pappagallo turchese venne descritto da George Shaw con il nome Psittacus pulchellus nel 1792. Lo studioso lo chiamò Turquoisine a causa della macchia turchese sulla faccia. L'olotipo probabilmente andò a finire nella collezione leveriana in Inghilterra, e andò perduto quando la collezione venne smantellata e venduta. Nel 1811 il naturalista tedesco Johann Matthäus Bechstein gli dette il nome scientifico Psittacus edwardsii, sulla base della descrizione fatta nel 1805 da François Levaillant nella sua opera Histoire Naturelle des Perroquets, dove la specie veniva chiamata la Perruche Edwards in onore del naturalista inglese George Edwards. William Swainson, nella sua opera Zoological Illustrations del 1823, utilizzò il nome coniato da Shaw, sottolineando che era «impossibile rappresentare questa superba piccola creatura in tutta la sua bellezza». Attingendo ai lavori precedenti, René Primevère Lesson nel 1830 descrisse la specie come Lathamus azureus, utilizzando il termine latino medievale azureus, che significa «blu».
Nel 1891 l'ornitologo italiano Tommaso Salvadori istituì il nuovo genere Neophema, all'interno del quale classificò il pappagallo turchese, che ricevette così il suo attuale nome scientifico. La specie mostra leggere variazioni geografiche, con alcune differenze locali minori per quanto riguarda la quantità di arancio sull'addome. Nel 1915 Gregory Mathews descrisse la sottospecie dombrainii, a partire da esemplari provenienti dal Victoria, sulla base di una maggiore quantità di rosso sulle scapolari; tuttavia, tale distinzione non è stata confermata dal successivo confronto con esemplari del Nuovo Galles del Sud e da allora nessuna sottospecie viene più riconosciuta. Delle sei specie che costituiscono il genere Neophema, è quella maggiormente imparentata con il pappagallo pettoscarlatto. Le due forme costituiscono una coppia di specie allopatriche e sono le due uniche specie del genere ad esibire un marcato dimorfismo sessuale, con maschio e femmina che differiscono nella colorazione.
In inglese il pappagallo turchese veniva chiamato anche chestnut-shouldered parakeet («parrocchetto spallecastane»), chestnut-shouldered grass-parakeet («parrocchetto d'erba spallecastane»), chestnut-shouldered grass-parrot («pappagallo d'erba spallecastane»), chestnut-winged grass-parakeet («parrocchetto d'erba alicastane»), chestnut-winged grass-parrot («pappagallo d'erba alicastane») e turquoisine grass parrot («pappagallo d'erba turchese»), nome con il quale è noto comunemente in avicoltura. Il nome red-shouldered parakeet («parrocchetto spallerosse») è invece inappropriato, perché era invece un nome alternativo del pappagallo del paradiso.

## Descrizione
Con una lunghezza di 20-22 cm e un'apertura alare di 32 cm, il pappagallo turchese è un piccolo pappagallo dalla struttura leggera, del peso di circa 40 g. Entrambi i sessi presentano per lo più la regione superiore verde e quella inferiore gialla. Il maschio ha la faccia di un blu-turchese brillante, più scuro sul vertice e leggermente più chiaro su redini, guance e copritrici auricolari. Collo e regioni superiori sono verde erba, così come la coda, che presenta però i margini gialli. L'ala appare di colore blu brillante, con il margine anteriore più scuro quando è tenuta ripiegata; sulla spalla si trova una fascia di colore rosso. Le regioni inferiori sono di colore giallo brillante, leggermente verdognolo su petto e collo. Alcuni maschi possiedono una macchia arancio sull'addome che può estendersi anche fino al petto. Quando è estesa, l'ala appare di colore blu scuro con margine posteriore rosso sulla superficie superiore, e nera con il margine anteriore blu scuro su quella inferiore. Il ramo superiore del becco è nero e può o meno sbiadirsi fino a divenire grigio alla base, mentre il ramo inferiore è color crema con il margine boccale grigio. La cera e l'anello perioculare sono grigi, mentre l'iride è marrone scura. Zampe e piedi sono grigi.
Di colore generalmente più scialbo e pallido, la femmina ha la faccia di un blu più uniforme e chiaro, con una zona di pelle nuda color crema attorno all'occhio che contrasta nettamente con il colore sgargiante del piumaggio circostante. Essa è priva della fascia rossa sulle spalle, e le zone blu sulle spalle appaiono più scure e meno distinte. La gola e il petto sono di colore verde chiaro e l'addome è giallo. Il ramo superiore del becco è di colore grigio-marrone chiaro con la punta più scura, anche se è risultato di colore nero in alcune femmine che stavano nidificando. Il ramo inferiore varia dal grigio chiaro fino quasi al bianco. Quando è in volo, nella femmina è ben evidente un'ampia fascia bianca sul sottoala.
Gli esemplari giovani di entrambi i sessi presentano una minore quantità di blu sulla faccia, che non si estende mai al di là dell'occhio. La colorazione delle regioni superiori appare simile a quello della femmina adulta. Entrambi i sessi possiedono una fascia bianca sul sottoala, che scompare con la maturità nel maschio. Il maschio immaturo ha una macchia rossa sull'ala e può avere anche delle sfumature arancio sull'addome.

## Biologia
I pappagalli turchesi vivono in coppie o in piccoli gruppi composti dai genitori e da alcuni membri della loro prole, anche se al di fuori della stagione riproduttiva possono radunarsi in stormi più numerosi, che possono comprendere fino a 75 individui, per lo più di età giovanile. Con l'avvicinarsi della stagione riproduttiva, le coppie si separano da questi stormi. In autunno e in inverno i pappagalli turchesi condividono in genere posatoi comuni. Di notte si appollaiano tra le foglie di alberi come gli eucalipti o le acacie, ad altezze comprese tra 1 e 8 m dal suolo. Durante il giorno si ritirano sugli alberi nei pressi delle aree di foraggiamento. I richiami del pappagallo turchese sono stati poco studiati; questi uccelli emettono un dolce e acuto richiamo di contatto quando si alimentano o sono in volo, mentre il richiamo di allarme è stato descritto come un acuto parlottio. I pappagalli turchesi emettono inoltre una sorta di chiacchiericcio quando si sistemano di sera sui loro posatoi.

### Riproduzione

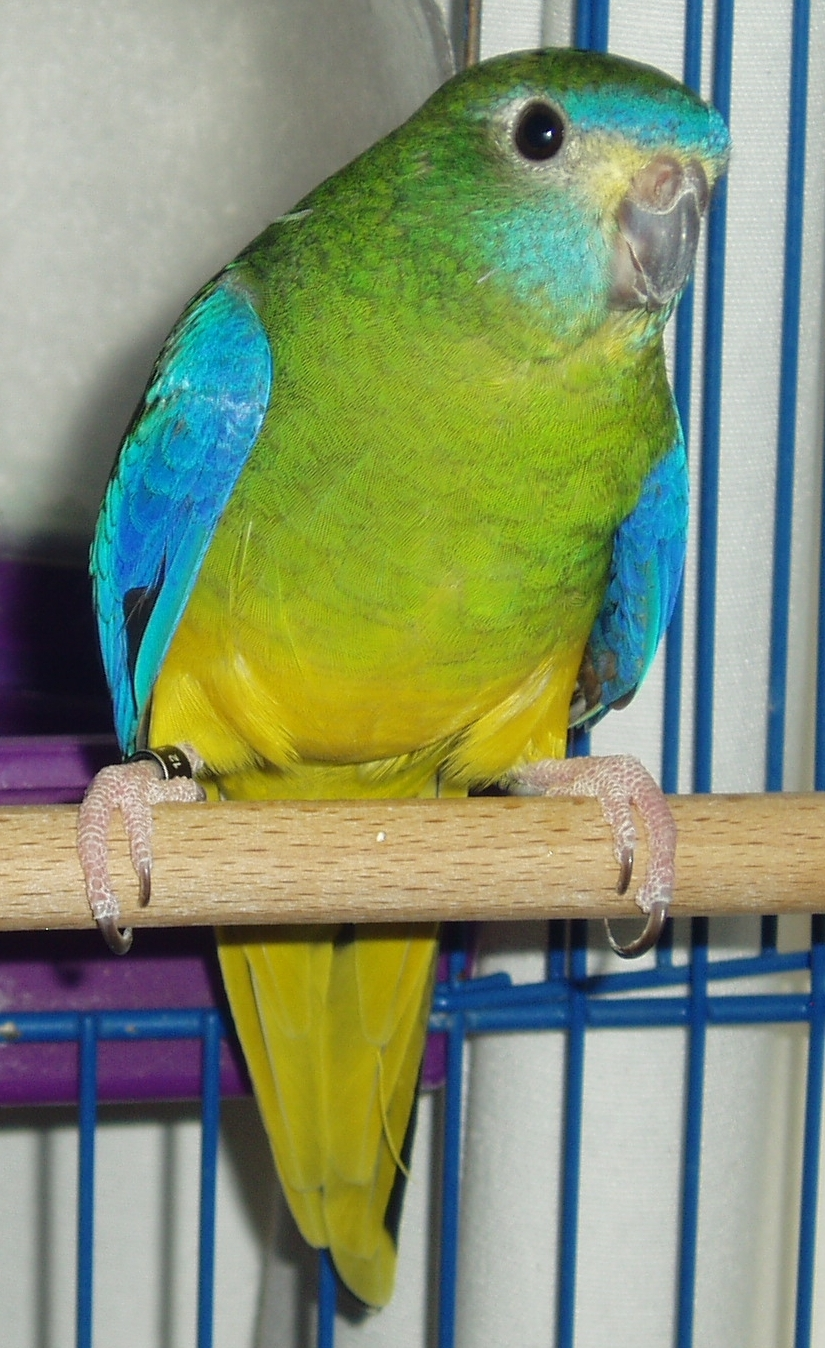
Femmina in cattività.

Il pappagallo turchese è monogamo. Quando corteggia una femmina, il maschio si appollaia su un tronco d'albero e spiega le ali per esibire le sue macchie rosse e blu. Una volta formatasi la coppia, entrambi i partner vanno in cerca di un sito adatto alla nidificazione, che alla fine viene scelto dalla femmina. Siti di nidificazione sono stati segnalati nella fascia di territorio compresa tra il parco nazionale di Girraween, al confine tra Nuovo Galles del Sud e Queensland, a nord, fino alla regione di Wangaratta e Mallacoota nel Victoria, a sud. Questi uccelli utilizzano cavità verticali o quasi verticali di alberi vivi e morti, generalmente eucalipti, come siti di nidificazione. Occasionalmente vengono usati allo scopo anche vecchi paletti da recinzione. Il pappagallo turchese compete per i siti in cui nidificare con altre specie di uccelli, la rosella orientale (Platycercus eximius), il pappagallo gropparossa (Psephotus haematonotus) e il rampichino bruno (Climacteris picumnus), dai quali può anche essere allontanato. L'albero che ospita la cavità è spesso situato in un bosco aperto, e la cavità stessa si trova generalmente ad almeno un metro di altezza dal suolo. Durante una ricerca sul campo nel Victoria settentrionale, sono stati registrati nidi con una cavità di ingresso di almeno 10 cm per 6 e una profondità di almeno 50 cm. In altri luoghi la profondità media è risultata essere di circa 76 cm.
La riproduzione ha luogo durante i mesi caldi dell'anno: le uova vengono infatti deposte nel periodo che va da agosto a gennaio. La covata viene deposta su un letto di segatura o foglie e comprende da due a cinque (raramente fino ad otto) uova di colore bianco lucido e di forma rotonda od ovale, ciascuna delle quali misura generalmente da 21 a 22 mm di lunghezza per 18 mm di larghezza. Le covate deposte agli inizi della stagione riproduttiva tendono ad essere composte da un numero di uova superiore a quello delle covate deposte successivamente e di quelle che si trovano in nidi distanti dai terreni messi a coltura. Le uova vengono deposte a intervalli di due-tre giorni. La cova si protrae per 18-21 giorni. La femmina si dedica da sola alla cova e alla nutrizione dei pulcini durante i loro primi giorni di vita, prima che il maschio inizi ad aiutarla. Essa si allontana dal nido per mangiare e bere due volte al giorno, una nel mattino e l'altra nel pomeriggio. Entrambi i genitori prendono parte alla nutrizione dei pulcini, che hanno una dieta composta prevalentemente da semi e da qualche frutto. I pulcini sono altriciali e nidicoli, cioè nascono inermi e ciechi e rimangono nel nido per un lungo periodo. Ricoperti da un piumino bianco-argenteo, hanno una pelle rosa di un grigio-blu più scuro nella regione attorno all'occhio. Dopo sette giorni dalla schiusa aprono gli occhi, ma già a sei sono ben ricoperti da un piumino grigio con penne in via di formazione che spuntano dalle ali. A 21 giorni sono quasi completamente ricoperti di penne, e si involano (lasciano il nido) a circa 23 giorni di età in natura e fino a 30 giorni di età in cattività.
Circa il 56% dei pulcini giunge all'età dell'involo, e in uno studio sul campo effettuato nel Victoria nord-orientale i ricercatori hanno visto che i piccoli giungono all'involo con una media di 2,77 esemplari per nido. Tra i predatori che razziano uova e pulcini vi sono il varano vario (Varanus varius) e la volpe rossa (Vulpes vulpes). I nidiacei possono inoltre morire per surriscaldamento quando le temperature sono particolarmente elevate, o per annegamento nella cavità del nido dopo forti piogge.

### Alimentazione
Il pappagallo turchese si nutre prevalentemente di semi che trova sul terreno, e si aggira in cerca di cibo nelle radure dei boschi aperti, lungo i margini delle foreste e nei pressi di alberi che crescono in aree più aperte quali i pascoli. Occasionalmente si spinge anche lungo i bordi delle strade e raramente si avventura sui prati. Questi uccelli si alimentano in coppie o in piccoli gruppi che possono comprendere fino a trenta o perfino cinquanta individui. Osservazioni realizzate a Chiltern nel Victoria hanno indicato variazioni stagionali nella dimensione degli stormi, con gruppi di 5-30 esemplari in inverno e di 6-8 in primavera ed estate. La ricerca del cibo ha luogo dalla mattina presto fino al tardo pomeriggio, con una pausa tra mezzogiorno e metà pomeriggio. Questi uccelli preferiscono alimentarsi in zone ombreggiate, dove riescono a camuffarsi meglio tra l'erba.
I semi di piante erbacee e di arbusti costituiscono il nucleo principale della dieta, ma questa specie si nutre anche di foglie, fiori, frutti e cocciniglie. Il pappagallo turchese si nutre dei semi di un gran numero di specie di piante; tra le cose che consuma più di frequente figurano i frutti di Calytrix tetragona, i semi e i frutti di Hibbertia riparia e Brachyloma daphnoides, i semi di Gonocarpus tetragynus, di varie specie del genere Geranium, di Dianella revoluta e di specie di piante erbacee, perfino introdotte come il sonaglino maggiore (Briza maxima) e minore (B. minor), oltre che di vari membri dei generi Danthonia e Dillwynia e di Leucopogon microphyllus. Mangia anche i semi di piante introdotte come il centocchio comune (Stellaria media) e il tarassaco del Capo (Arctotheca calendula). Tra le sostanze di cui si nutre sono stati segnalati anche il nettare di Grevillea alpina e le spore di alcuni muschi.
Una femmina è stata vista sistemarsi delle foglie di Leptospermum trinervium sotto le piume; gli osservatori, tuttavia, non riuscirono ad appurare se facesse così per scoraggiare o per uccidere gli insetti.

### Malattie
Nel 1966, un paramyxovirus con qualche somiglianza antigenica con la malattia di Newcastle fu isolato dal cervello di un pappagallo turchese nei Paesi Bassi. In quell'anno molte specie da voliera, comprese alcune specie di pappagalli australiani e di altri membri del genere Neophema, mostrarono sintomi neurologici che ricordavano quelli causati dalla malattia di Newcastle. Come altri membri del suo genere, il pappagallo turchese è molto sensibile alle infezioni provocate dai paramyxovirus aviari. È inoltre una delle molte specie di pappagallo che può ospitare il nematode Ascaridia platyceri.

## Distribuzione e habitat

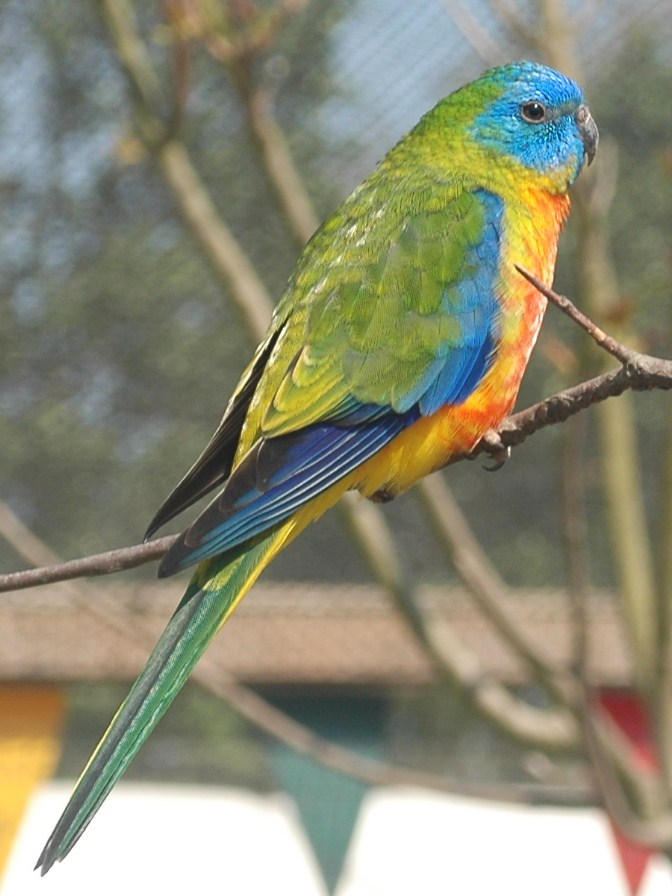
Un maschio adulto allo zoo di Twycross.

Il pappagallo turchese è diffuso sulle colline ai piedi della Grande Catena Divisoria e nelle aree limitrofe. Il limite settentrionale del suo areale è a 26° sud, nel Queensland sud-orientale, nei dintorni di Cooloola, Blackbutt e Chinchilla, e si estende verso ovest fino alle vicinanze di St. George. Prima del 1945, la sua presenza era stata segnalata anche più a nord, lungo il Suttor River e a Mackay. Nel Nuovo Galles del Sud è presente in un'ampia fascia di territorio che attraversa le regioni centrali e orientali dello stato, con i suoi confini occidentali delineati dalle località di Moree, Quambone, Hillston, Narrandera e Deniliquin. Avvistamenti non confermati sono stati segnalati anche nell'estremità occidentale dello stato. Nel Victoria è diffuso nelle vicinanze di Wangaratta, nonché nell'East Gippsland e intorno a Mallacoota. Gli avvistamenti segnalati in Australia Meridionale si riferivano probabilmente ad esemplari di pappagallo pettoscarlatto, le cui femmine hanno un aspetto molto simile a quelle di pappagallo turchese.
Il pappagallo turchese vive nelle savane alberate e nei boschi aperti, specialmente in quelli formati da cipressi nativi (Callitris sp.) o da eucalipti, specialmente Eucalyptus albens, E. melliodora, E. blakelyi, E. polyanthemos, E. macrorhyncha, E. populnea o E. sideroxylon, e meno di frequente da alberi di Angophora nei pressi di Sydney, di E. sieberi nella riserva naturale di Nadgee, e di eucalipto rosso (E. camaldulensis), E. camphora o E. microcarpa nelle aree aperte più pianeggianti. All'interno di questo habitat, predilige le creste rocciose o le gole, o le zone di transizione tra habitat differenti, come quelle tra boschi e praterie oppure campi nelle aree coltivate.
Il pappagallo turchese è considerato una specie sedentaria e non effettua migrazioni, anche se i suoi spostamenti non sono ben conosciuti. In alcune zone questi uccelli sono presenti durante tutto l'anno, anche se si pensa che nel nord del Victoria si spostino verso aree più aperte al di fuori della stagione riproduttiva. Alcune popolazioni potrebbero essere localmente nomadi, e si sposterebbero da una zona all'altra ove vi sia acqua disponibile.

## Conservazione
Circa il 90% dei pappagalli turchesi risiede nel Nuovo Galles del Sud. La specie non figura tra le specie minacciate (Threatened) elencate dall'Environment Protection and Biodiversity Conservation Act 1999 del Commonwealth, anche se ne è stato proposto l'inserimento tra quelle «quasi minacciate» (Near Threatened) da Stephen Garnett e Gabriel Crowley nel loro studio del 2000 The Action Plan for Australian Birds a causa della significativa riduzione del suo areale. Nel corso degli anni il numero di esemplari e l'estensione dell'areale sono variati considerevolmente: ampiamente diffuso in tutta l'Australia orientale, da Mackay a Melbourne, fino agli anni '80 del XIX secolo, il pappagallo turchese scomparve da gran parte del suo areale al punto da essere considerato estinto nel 1915. Nel Queensland la sua presenza non fu mai segnalata nel periodo compreso tra il 1923 e il 1950, mentre nel Victoria non fu mai avvistato tra la metà degli anni '80 del XIX secolo e il 1949. Comunque nel Nuovo Galles del Sud, negli anni '30, il numero di esemplari iniziò a crescere e già negli anni '60 la specie aveva nuovamente ripopolato l'East Gippsland. Stimata sui 20.000 esemplari in età riproduttiva nel 2000, si ritiene che da allora la popolazione sia ulteriormente aumentata.

### Nuovo Galles del Sud
Una volta il pappagallo turchese era comune in tutta la regione di Sydney, e particolarmente numeroso tra le località di Parramatta and Penrith. Il numero di esemplari diminuì drasticamente tra il 1875 e il 1895, anche se verso la metà del XX secolo ne furono segnalati rari avvistamenti nella regione occidentale di Sydney e sulle Montagne Blu. Il pappagallo turchese veniva catturato per essere venduto come animale da voliera e utilizzato come ripieno per le torte salate. Con lo sviluppo urbano, quasi tutta una parte del suo habitat preferito, la pianura di Cumberland, a ovest di Sydney, andò perduta. Oltre metà dei boschi del Nuovo Galles del Sud e l'80% del manto forestale di tutta l'Australia è andato perduto, e le chiazze di habitat rimaste sono molto frammentate. Uno dei fattori principali che minacciano la sopravvivenza della specie è la rimozione di alberi maturi di eucalipto, con la conseguente perdita di cavità disponibili per la nidificazione. La specie viene di conseguenza elencata come «vulnerabile» (Vulnerable) ai termini dell'allegato 2 del New South Wales Threatened Species Conservation Act del 1995 (TSC Act) a causa della distruzione dell'habitat. Anche gli incendi appiccati volontariamente per favorire la rigenerazione della foresta potrebbero nuocere alla specie, in quanto favoriscono gli arbusti e non l'erba, i cui semi costituiscono il cibo preferito del pappagallo. Un'altra minaccia è costituita dai gatti randagi e dalle volpi, in particolar modo per gli esemplari che nidificano ed i giovani.

### Victoria
Anche se in passato il pappagallo turchese era comune in tutte le regioni del Victoria occupate dal suo areale, a partire dal 1917 rischiò di scomparire dal tutto da questo stato. Tuttavia, negli anni '30 e '40 la popolazione iniziò ad aumentare e oggi la specie ha nuovamente occupato tutte le zone del suo areale storico. Sulla lista delle specie di vertebrati minacciati del Victoria stilata nel 2007 questa specie figura come «prossima alla minaccia» (Near Threatened).

## Avicoltura
Molto popolare come uccello da voliera nel XIX secolo, il pappagallo turchese fu tenuto solamente di rado in cattività tra il 1928 e il 1956, a causa soprattutto dell'alto tasso di infertilità delle uova. Da allora è divenuto più comune e si è adattato facilmente alla vita in cattività. È una specie tranquilla, a cui piace fare il bagno. Talvolta può dare vita ad incroci con altri membri del genere Neophema, nel caso condivida con essi la stessa gabbia. Sono stati selezionati esemplari con una macchia arancio sul ventre più evidente, a partire da esemplari selvatici provenienti dal Nuovo Galles del Sud in cui tale caratteristica è più marcata, e non, come talvolta si pensa, da incroci con il pappagallo pettoscarlatto. Una forma gialla, nella quale il pigmento blu è andato perduto e i pigmenti gialli e rossi si sono conservati, comparve per la prima volta in avicoltura negli anni '50. Si tratta di una mutazione recessiva. Altre forme cromatiche che sono state osservate sono quella dalla fronte rossa e quella pezzata (entrambe recessive), e quella giada e oliva (dominante).